# Weiguo (sockenhuvudort i Kina, Heilongjiang Sheng, lat 46,89, long 127,81)
Weiguo (kinesiska: 卫国, 卫国乡) är en sockenhuvudort i Kina. Den ligger i provinsen Heilongjiang, i den nordöstra delen av landet, omkring 160 kilometer nordost om provinshuvudstaden Harbin. Antalet invånare är 13 917. Befolkningen består av 6 691 kvinnor och 7 226 män. Barn under 15 år utgör 15,0 %, vuxna 15-64 år 75 %, och äldre över 65 år 9,0 %.
Runt Weiguo är det ganska tätbefolkat, med 67 invånare per kvadratkilometer. Närmaste större samhälle är Shuangfeng, 9,2 km nordväst om Weiguo. Trakten runt Weiguo består till största delen av jordbruksmark.
Genomsnittlig årsnederbörd är 915 millimeter. Den regnigaste månaden är juli, med i genomsnitt 219 mm nederbörd, och den torraste är januari, med 9 mm nederbörd.